# Lithophragma parviflorum
Lithophragma parviflorum är en stenbräckeväxtart som först beskrevs av William Jackson Hooker, och fick sitt nu gällande namn av Thomas Nuttall, John Torrey och Gray. Lithophragma parviflorum ingår i släktet Lithophragma och familjen stenbräckeväxter. Utöver nominatformen finns också underarten L. p. trifoliatum.

## Bildgalleri

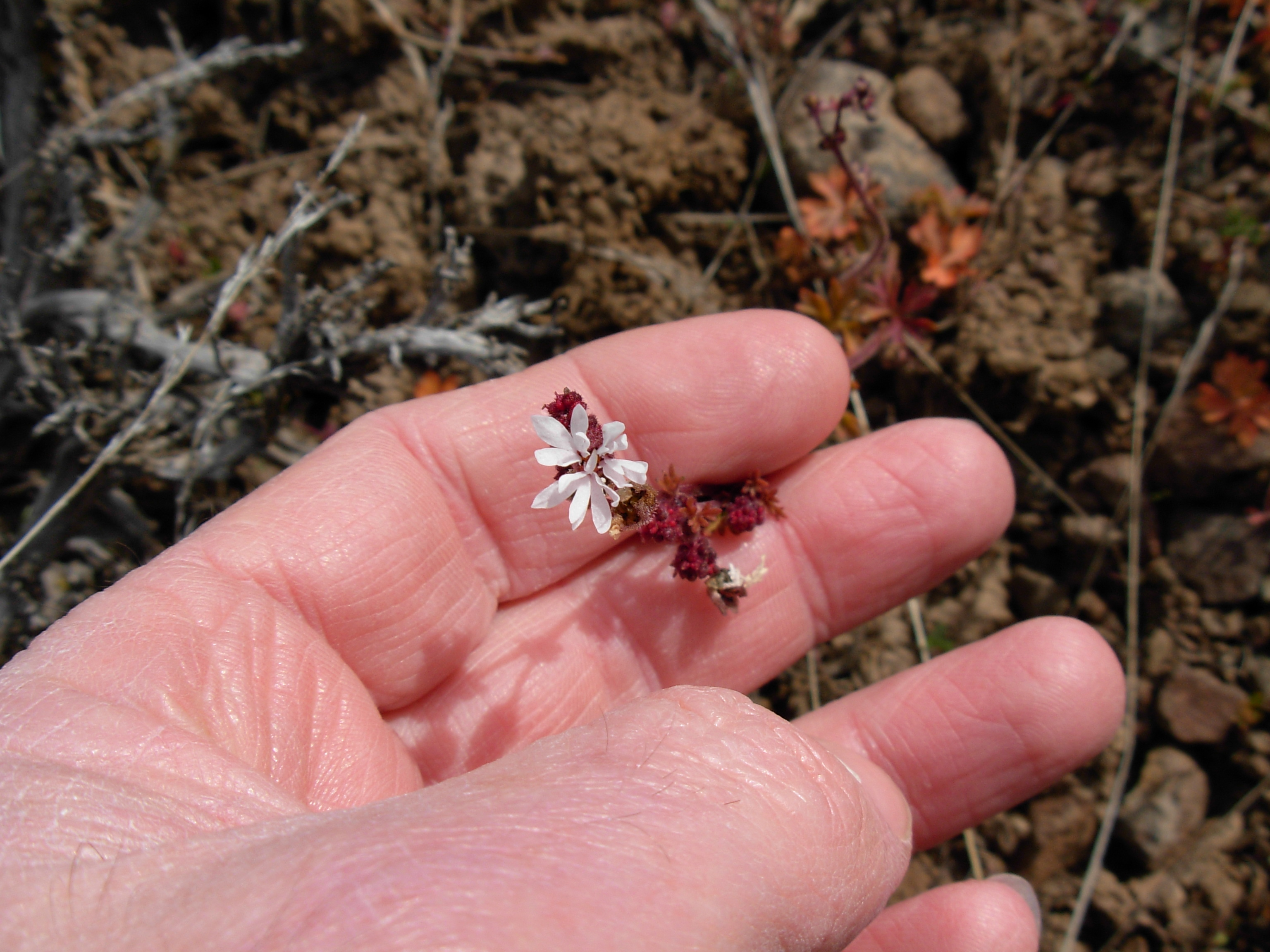
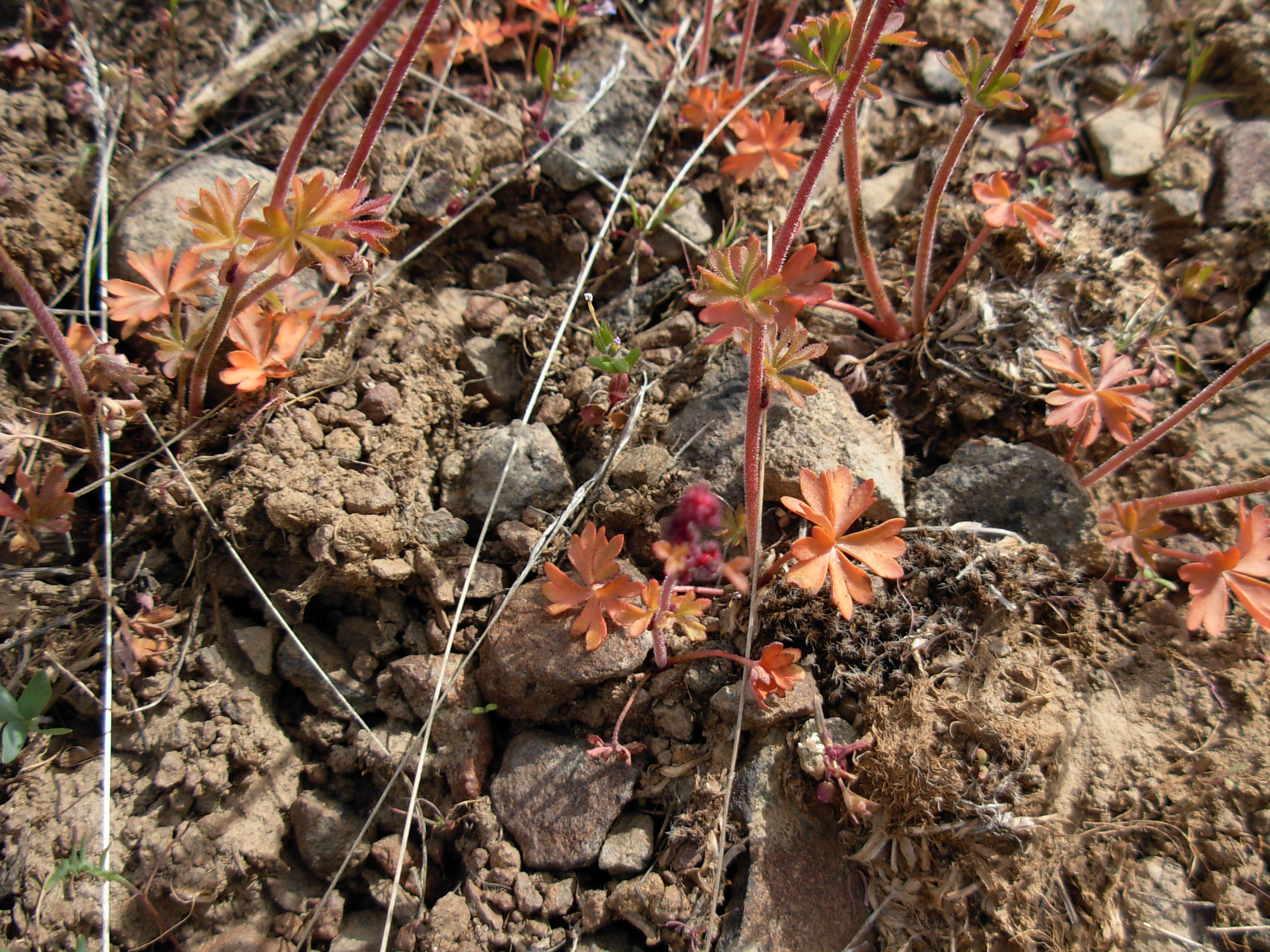
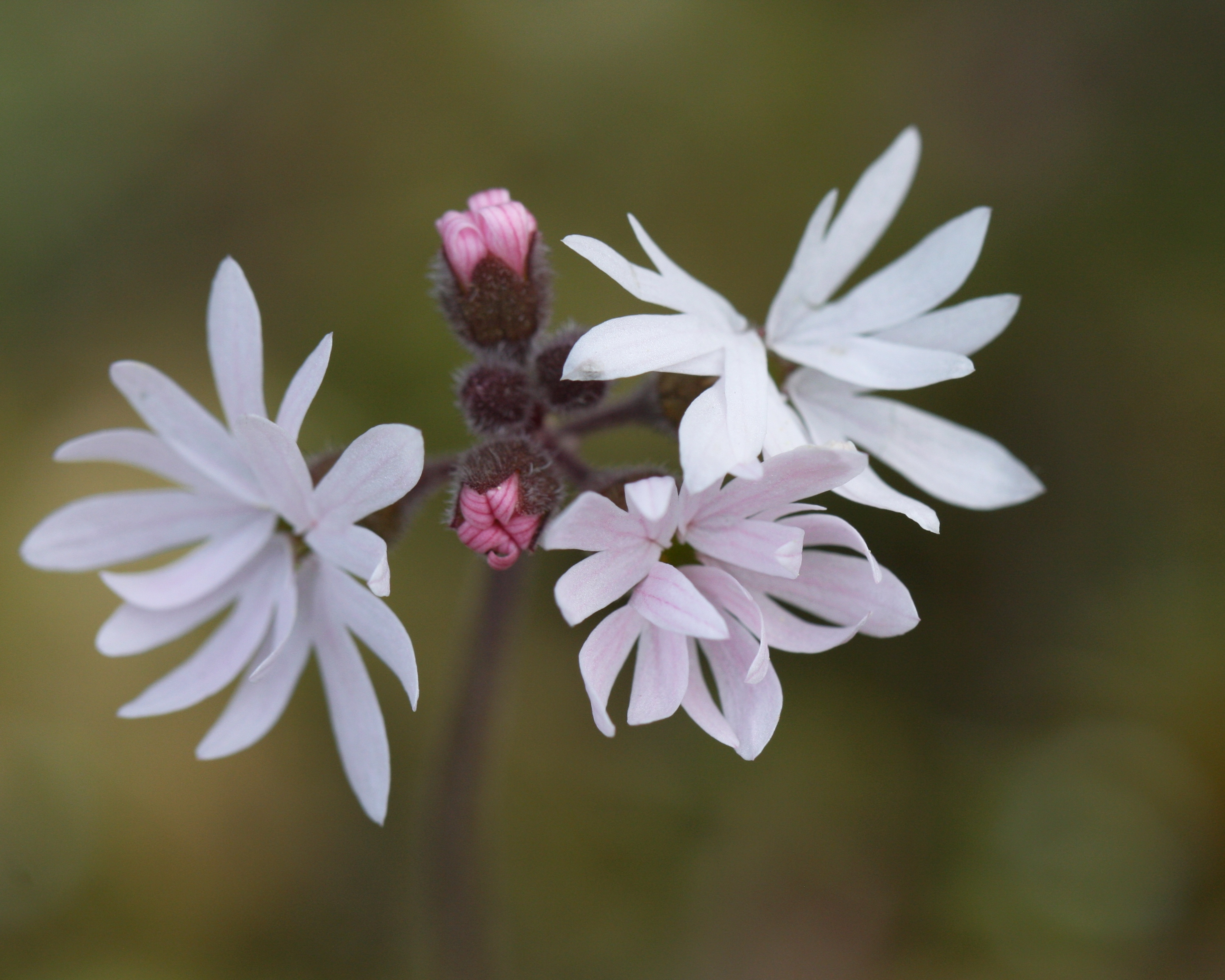
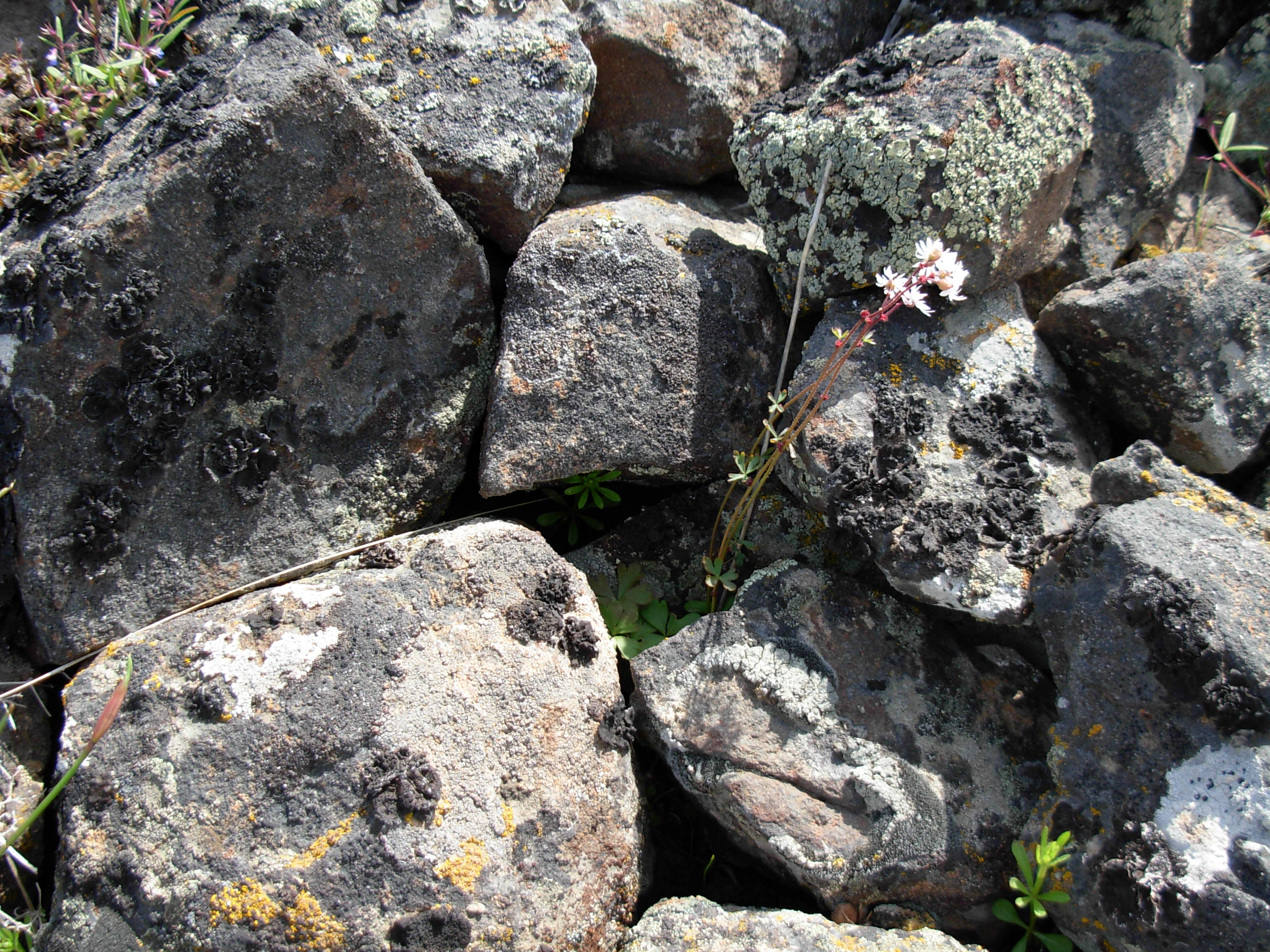
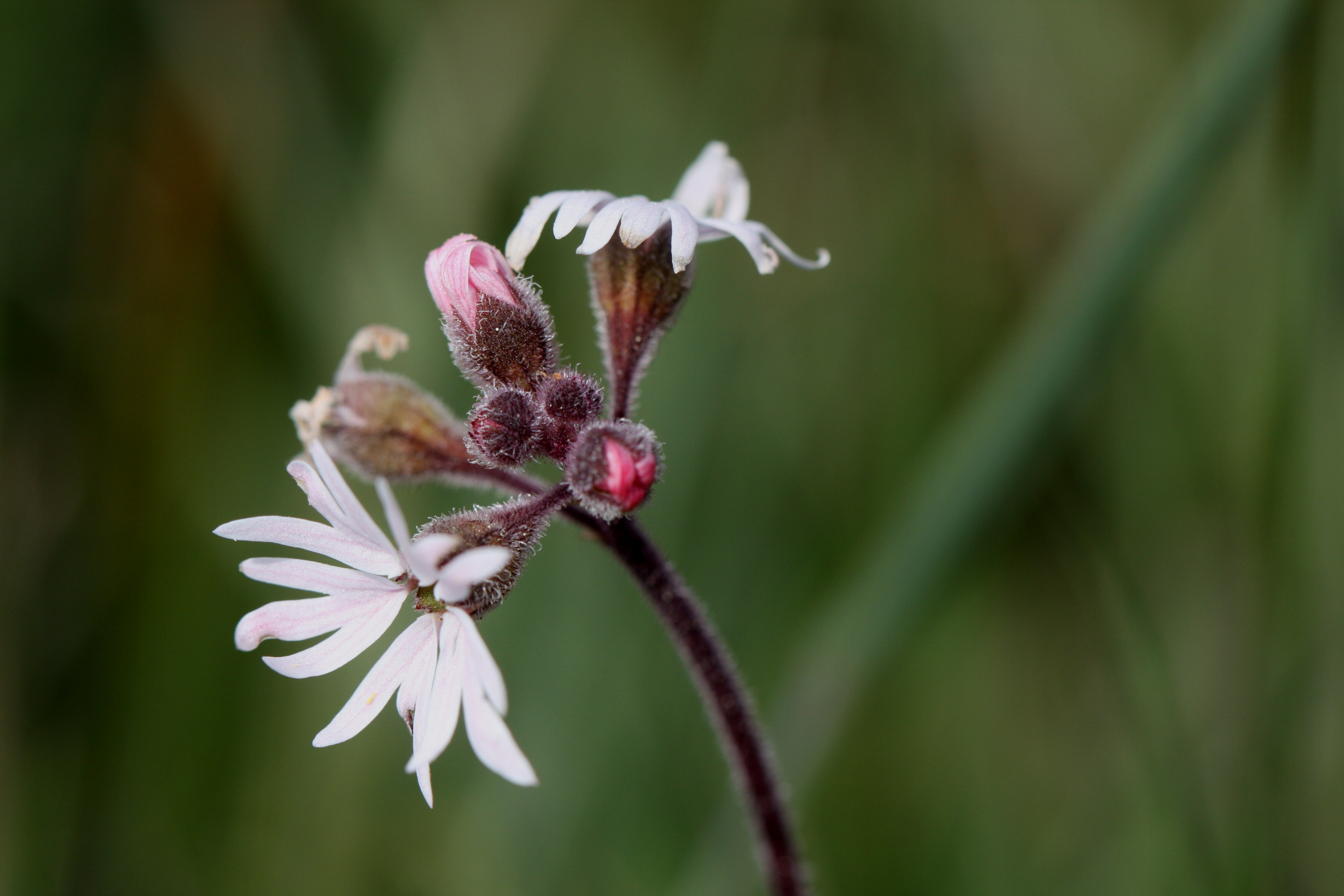
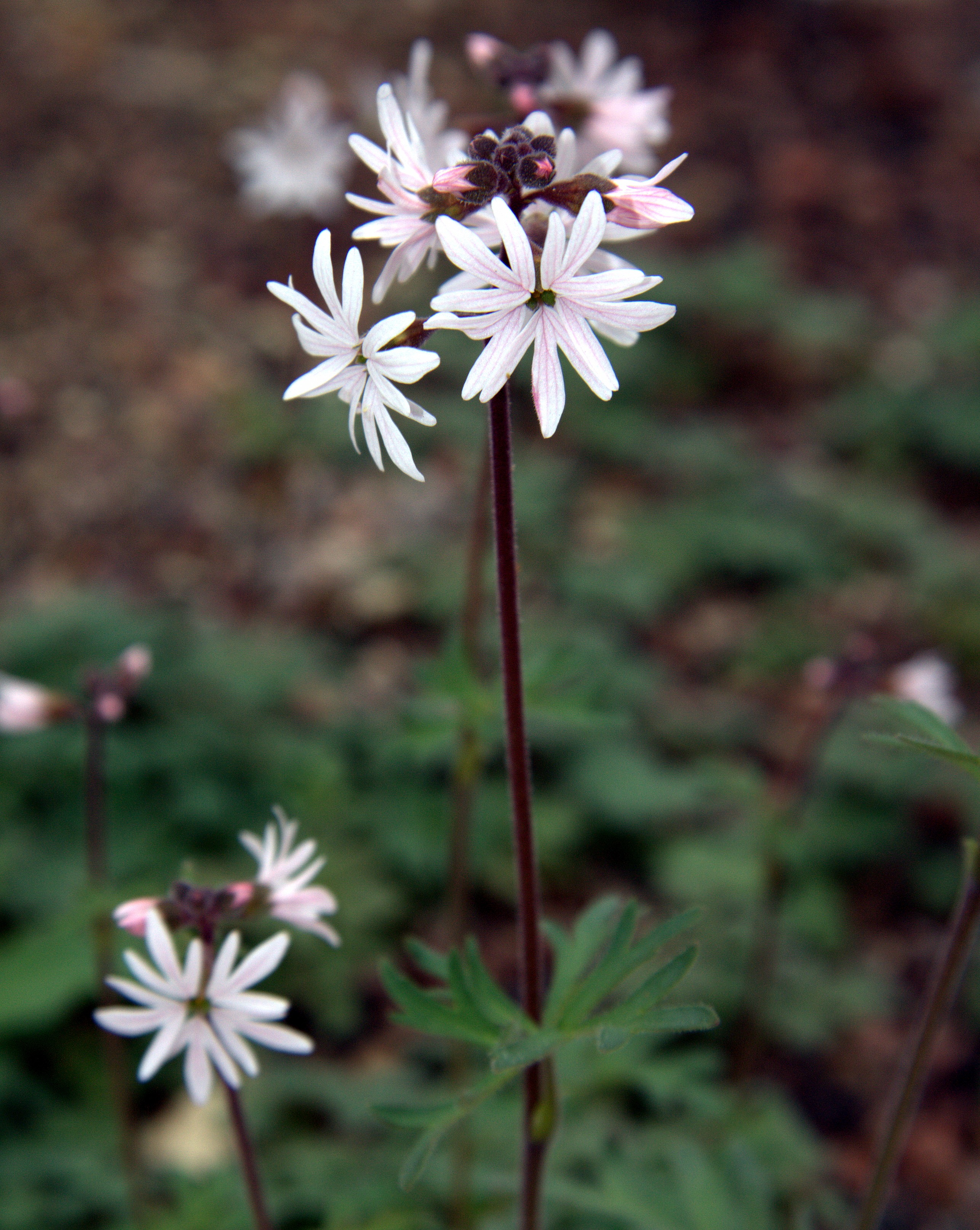